# Wymuszanie pokoju
Wymuszanie pokoju (ang. peace enforcement) – działania zgodne z postanowieniami rozdziału VII Karty Narodów Zjednoczonych, polegające na wykorzystaniu środków militarnych do przywrócenia pokoju w rejonie konfliktu lub państwie, w którym konflikt występuje.
Operacje tego rodzaju mogą być prowadzone w przypadku konfliktu międzypaństwowego i wewnętrznego, zwłaszcza w celach humanitarnych lub gdy przestały działać instytucje państwowe lub gdy bezpieczeństwo ludności regionu, państwa jest poważnie zagrożone.
Wymuszanie pokoju może odbywać się zarówno wobec państw, w których agresor zagrażający suwerenności danego państwa został określony, jak i w przypadku jego nieokreślenia.
Rozdział VII Karty Narodów Zjednoczonych ściśle odwołuje się w przypadku kwestii wymuszania pokoju do użycia sił zbrojnych w celu przywrócenia porządku i ładu wewnątrz danego państwa.